# مارتسل شتن‌خلم
مارتسل شِـتِن‌خِلم (لهستانی: Marcel Szytenchelm) بازیگر اهل لهستان است.
از فیلم‌ها یا مجموعه‌های تلویزیونی که وی در آن‌ها نقش داشته‌است، می‌توان به رانندگان جایگزین، خانه، در خوشی و سختی، عشق اول، جهان به روایت خانواده کیپسکی و کمیسر آلکس اشاره نمود.